# Jewgeni Alexejewitsch Stytschkin

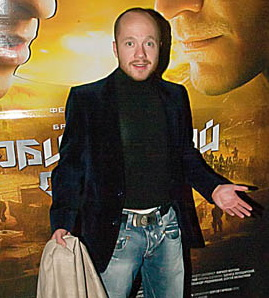
Jewgeni Alexejewitsch Stytschkin (2009)

Jewgeni Alexejewitsch Stytschkin (russisch Евгений Алексеевич Стычкин, wiss. Transliteration Evgenij Alekseevič Styčkin; * 10. Juni 1974 in Moskau, RSFSR, Sowjetunion) ist ein russischer Theater- und Filmschauspieler.

## Leben
Stytschkin ist der Sohn der Balletttänzerin Xenia Ryabinkina (* 4. September 1945). Er absolvierte die englische Sonderschule Nr. 30. Er studierte am Gerassimow-Institut für Kinematographie. Von 1994 bis 1995 war er Schauspieler am Clownery Theatre von Teresa Durova. Es folgte ein Engagement am Moon Theater in Moskau. Aktuell gehört er zum Ensemble des Mossowjet-Theater.
Bis 2009 war er mit Ekaterina Skanavi verheiratet. Der Ehe entstammten drei gemeinsame Kinder. Seit dem 20. Juli 2012 ist er mit der Schauspielerin Olga Alexsandrowna Sutulowa verheiratet.

## Filmografie (Auswahl)
- 2012: Der Pirat – Legende: Held – Kaviar-König (O Theos agapaei to haviari/Пираты Эгейского моря)
- 2017: Gogol – Der Anfang (Gogol. Nachalo/Гоголь. Начало)
- 2017: Der Leidensweg (Khozhdenie po mukam/Хождение по мукам) (Mini-Serie)
- 2018: Jenseits der Realität (Sa granju realnosti/За гранью реальности)
- 2018: Gogol – Schreckliche Rache (Gogol. Strashnaya mest/Гоголь. Страшная месть)
- 2021: Silver Spoon